# آردنوور (واشینگتن)
آردنوور (به انگلیسی: Ardenvoir) یک منطقهٔ مسکونی در ایالات متحده آمریکا است که در شهرستان چیلان، واشینگتن واقع شده است. آردنوور ۳۸۸٫۰۲ متر بالاتر از سطح دریا واقع شده است.